# Brake
|                        |             |
| País                   | Reino Unido |
| Data de criação        | séc. XIX    |
| Carruagens semelhantes |             |

Um brake, também conhecido por break ou breque, é uma carruagem usada no séc.XIX. Foi inventada no Reino Unido, não tinha cobertura, assentava em quatro rodas e foi desenhada sobretudo para ser conduzida no campo... 